# Лавренов Юрій Володимирович
Юрій Володимирович Лавренов (3 січня 1956, місто Щолково, тепер Московської області, Російська Федерація) — радянський діяч, залізничник, машиніст електровоза локомотивного депо «Москва-3» Московської залізниці. Член ЦК КПРС у 1990—1991 роках.

## Життєпис
У 1974 році закінчив професійно-технічне училище № 129 міста Москви.
У 1974—1975 роках — помічник машиніста електровоза локомотивного депо «Москва-3» Московської залізниці.
З 1975 по 1977 рік служив у Радянській армії.
У 1977—1983 роках — помічник машиніста електровоза локомотивного депо «Москва-3» Московської залізниці.
Член КПРС з 1978 року.
У 1979 році закінчив Московську дорожньо-технічну школу.
З 1983 року — машиніст електровоза локомотивного депо «Москва-3» Московської залізниці
У 1990 році закінчив Всесоюзний заочний технікум залізничного транспорту.
У 1990—1991 роках — голова контрольної комісії Сокольницької районної організації КПРС міста Москви.
Подальша доля невідома.